# Жетиње
Жетиње (фр. Gétigné) насеље је и општина у западној Француској у региону Лоара, у департману Атлантска Лоара која припада префектури Нант.
По подацима из 2011. године у општини је живело 3391 становника, а густина насељености је износила 141,47 становника/km². Општина се простире на површини од 23,97 km². Налази се на средњој надморској висини од 26 метара (максималној 97 m, а минималној 13 m).

## Демографија
| 1962. | 1968. | 1975. | 1982. | 1990. | 1999. | 2011. |
| ----- | ----- | ----- | ----- | ----- | ----- | ----- |
| 1.946 | 2.007 | 2.274 | 2.749 | 2.912 | 3.076 | 3.391 |

График промене броја становника у току последњих година